# 啮瓣景天
啮瓣景天（学名：Sedum daigremontianum）是景天科景天属的植物，为中国的特有植物。分布于中国大陆的四川等地，生长于海拔2,300米至4,000米的地区，多生在山坡及山谷岩石上。

## 变种
大萼啮瓣景天（学名：Sedum daigremontianum var. macrosepalum）是景天科景天属啮瓣景天的变种。分布于中国大陆的四川、甘肃等地，生长于海拔1,900米至3,000米的地区，常生长在山坡岩石上以及草坡。别名啮瓣景天大萼变种（植物分类学报）。